# Erik (auteur)
Pour les articles homonymes, voir Jolly.
Ne doit pas être confondu avec Éric (dessinateur).
Erik, de son vrai nom André René Jolly, est un dessinateur et scénariste français de bandes dessinées né le 7 juillet 1912 à Verdun et mort d'un cancer le 13 août 1974 à Dreux. 
Il est connu au travers de ses personnages, dont les trois plus familiers des lecteurs sont Mégalithe, Pat’Rac ou encore Finette. Ils sont nés dans les années 1950 et 1960 et ont été publiés notamment par les éditions Fleurus.

## Biographie

### Premières publications (des années 1930 au début des années 1940)
À l’époque où il est encore lycéen, André René Jolly montre ses premiers travaux d’illustration en 1930 à l’animateur Jean Nohain, le responsable de l’hebdomadaire Benjamin. Il présente neuf dessins mettant en scène Ratinet, dessins qui sont immédiatement acceptés et publiés dans Cœurs vaillants en juillet. André René Jolly a été publié sans avoir eu de formation artistique préalable, comme le souligne Marijac : « Il n’a jamais suivi aucune école, c’était un don ». Le père d’Erik, militaire de carrière, n’appréciant pas le fait qu’il désire devenir artiste, l’obligea à prendre un pseudonyme. Ce fut d’abord J. H. Erik, puis Jérôme Erik et enfin Erik, un des prénoms scandinaves qui étaient prisés à cette époque. Plus tard, son père regretta qu’il ne signe pas de son vrai nom devant le succès que son fils avait acquis. C’est notamment pour cela que son frère, plus tard, publiera sous son vrai nom. 
Erik était curieux et lisait énormément de livres dans lesquels il puisait sa documentation. Il préférait travailler la nuit, buvant des cafés tandis qu’il dessinait ou imaginait ses futurs personnages. Son travail était irrégulier, mais Erik le voulait, car il travaillait seulement quand l’inspiration lui venait. Son crayonné était rapide et avait un encrage à la plume minutieux. Il désirait que ses textes soient relus et corrigés plusieurs fois afin qu’il n’y ait aucune faute de français. Erik était donc un artiste perfectionniste et ce trait de caractère a aussi joué dans son succès. 
En mars 1931, Erik lance son propre magazine, Oscar Bill, le roi des détectives, où figurent des bandes dessinées et des histoires illustrées, mais celui-ci s’arrête après vingt-six numéros en septembre. Il fournit Fricasse détectives dans Les Jeunes de France (1934-1935), Friquet pilote de ligne ou Friquet sur sa locomotive chez Plon en 1936 et 1937, ainsi que Histoires à dormir debout chez Nelson en 1937, Balise » en 1937 et 1938 ou Nestor Bobèche de 1941 à 1943. Toutes ces productions sont des publications en revue et Erik ne les fait pas seul. Friquet pilote de ligne, Friquet sur sa locomotive et Histoires à dormir debout sont le résultat de collaboration avec notamment Henri Kubnick et Jean Nohain.

### De laSeconde Guerre mondialeaux années 1950
Pendant la Seconde Guerre mondiale, il œuvre pour Gavroche avec Le Professeur Globule contre le docteur Virus en 1941 et 1942. Il met ainsi en scène son premier savant fou, un type de personnage qu’Erik apprécie tout particulièrement et qu’il a multiplié dans différentes histoires. C’est à la même époque que nait un autre personnage emblématique d’Erik, Le Chevalier Trancheroc, publié par les éditions Théophraste Renaudot. Mais sous l’occupation allemande, la presse jeunesse est mise à mal. Un nouvel illustré, Le Téméraire, nazi et antisémite, apparaît alors et se trouvait pratiquement sans concurrent. Les Allemands approvisionnaient prioritairement les journaux de la collaboration et la presse jeunesse a été la première à être sacrifiée. Pierrot, Lisette, Gavroche, Fanfan la Tulipe, Hurrah !, L’Aventureux, Junior, Fillette et les Grandes aventures sont autant de titres jeunesses qui disparaissent au printemps 1942. Le journal Le Téméraire peut, même en 1944, une époque plus dure pour l’approvisionnement en papier, tirer à 100 ou 150 000 exemplaires par numéro. Ajouté à cela, le journal disposait d’une allure plutôt moderne, ce qui attirait le lecteur. Il était donc difficile, compte tenu du contexte et de la position de quasi-monopole du Téméraire, qu’un grand nombre d’auteurs, sans partager des idées nazies, y collaborent. La participation d’Erik au journal ralentit sa carrière, mais critiquer son choix est donc trop facile. À Marijac de demander « Comment Erik, pour gagner sa vie et celle des siens aurait-il pu faire autrement qu’en dessinant dans l’unique journal illustré paraissant à Paris ? ». Il ne fut d’ailleurs pas le seul à y collaborer puisque Mat, Raymond Poïvet, Étienne Le Rallic ou encore Jean Ache participaient au journal. Pour le journal, Erik transpose Professeur Globule contre le docteur Virus, qui était inachevé, devenant Le Docteur Fulminate et le professeur Vorax entre 1943 et 1944. De plus, Erik s’exporte. En effet, il produit de nombreuses bandes dessinées qui sont publiées en Espagne, comme Professeur Globule contre le docteur Virus et Trancheroc chez Editorial Proa en 1944 ou Martin Gale.
À partir de 1945, Erik est très productif, multipliant les collaborations. Il œuvre pour Coq hardi avec Le Professeur Tribacil, Tartol de la Clanche de 1949 à 1954. Il travaille donc aux côtés de Marijac et côtoie nombre de dessinateurs du journal qui avaient créé le club des « Têtes de Lard » et se retrouvaient une fois par mois au restaurant. Il participe à Paris-Jeune avec L’inspecteur Virofle en 1946 et Babiol entre 1946 et 1947.
Entre 1946 et 1948, il crée le personnage de Crochemaille dans O.K où il côtoie Martial, Jean Ache, Uderzo, Kline ou encore Forest sans travailler avec eux. Erik, dès la fin des années 1940, rencontre donc des grands noms de la bande dessinée. Trancheroc est repris dans Youmbo magazine entre 1948 et 1950 et dans Zorro jeudi magazine en 1950, puis remontés dans le Comique magazine en 1950 et 1951 et dans le pocket Bambino en 1958. 
Dans les années 1950, Erik multiplie aussi les couvertures publicitaires pour les stylos et gommes Mallat ou encore le chocolat Menier. Ainsi, la production d’Erik est très diverse et une partie sera consacrée à cette diversité. Diversité des supports, diversité des productions et diversité du public visé et touché. C’est aussi à partir des années 1950 qu’il devient un collaborateur fidèle des éditions Fleurus. Pour Cœurs vaillants, il anime le personnage de Pat Rac entre 1952 et 1960, personnage qui réapparaît ensuite de 1962 à 1967 dans Fripounet et Marisette. Pour Âmes Vaillantes et son successeur J2 Magazine, il imagine les aventures de la détective blonde Finette entre 1950 et 1968. Les aventures de ces deux personnages, comme il sera mieux expliqué ensuite, ont eu droit à leurs albums respectifs, preuve de leur succès. Les éditions Fleurus ont été très importantes pour Erik et celles-ci l’ont aidé quand, en 1951, il a dû arrêter de travailler pendant six mois pour une grave opération. C’est à cette époque qu’il se retire dans un village situé près d’Anet, un village de l’Ile-de-France. 
Pour les éditions de Montsouris, Erik publie les aventures de Nique et Prune, une jeune fille et sa pie, dans Lisette entre 1953 et 1961. Il y publie aussi des histoires courtes. De plus, il collabore dans Bayard des éditions de la Bonne Presse, à Ima où il publie Martin Gale entre 1956 et 1958, à l’hebdomadaire l’Intrépide avec L’Expédition du Professeur Gromulus de 1955 à 1957 ou Zanzi qui, ensuite, est présente dans Mireille de Marijac entre 1958 et 1962. 

### Les années 1960-1970, la fin d'une carrière encore productive
Dans les années 1960, dans Nano et Nanette, des rééditions remaniées du Professeur Tribacil et de Tartol de la Clanche en 1963 et 1964 sont publiées. Pat Rac revient dans Fripounet et Marisette de 1962 à 1967 et Crochemaille en 1968. Dans J2 Jeunes, le Professeur Fulminate. Les aventures de Finette se poursuivent dans J2 Magazine jusqu’en 1968, puis sont remplacées par celles de Ura, fille de l’espace entre 1969 et 1974, de la science-fiction, ce qui démontre la diversité de la production d’Erik. Il publie aussi Triphénol contre Klorax de 1970 à 1974 dans Formule 1. Il tente par ces séries de moderniser son style. C’est à la fin de sa carrière et de sa vie qu’il va également créer une de ses séries les plus connues, Mégalithe. Cette série est publiée dans Record entre 1966 et 1973. 
En 1974, Erik est atteint d’un cancer et il ne peut poursuivre son activité de dessinateur. Il est hospitalisé le 13 août à Dreux à l’âge de 62 ans et meurt. 

## Personnages et univers
Marijac affirme qu’Erik « désirait toujours faire vivre un nouveau personnage sur le papier (mon avis est qu’il aurait dû en créer moins) ». Il souligne ici la grande productivité d’Erik en matière de personnages, des protagonistes qui ont leurs différences et leurs points communs, beaucoup ayant des archétypes, comme le savant, l’inventeur, le détective, le chevalier, la vaillante héroïne. C’est aussi par les personnages et leurs aventures qu’il est possible d’appréhender le « style » d’Erik, d’appréhender ses genres de prédilection. Marijac est aussi critique envers la créativité d’Erik en matière de personnages, créativité qui, selon lui, aurait été trop grande. En inventant trop de personnages, Marijac veut sans doute dire qu’Erik n’a pas réussi à créer un personnage « phare », comme l’est Lucky Luke pour Morris, un dessinateur qui n’a pas multiplié les personnages. 

### Une passion pour la préhistoire et le Moyen Âge
Erik se passionne pour l’histoire en général, mais s’il est deux époques qu’il affectionne tout particulièrement, ce sont bien la Préhistoire et le Moyen Âge. Sa femme affirme dans Hop ! que « le Moyen Âge et la Préhistoire étaient des époques qu’il aimait ». 
La passion d’Erik pour la Préhistoire se retrouve d’abord dans Zanzi. Les aventures de Zanzi débutent de nos jours, mais il se retrouve dans le passé à la suite d'un gros rhume. D’abord dans le Far West, puis dans la Préhistoire où il restera. Zanzi a été publié dans l’Intrépide puis dans Mireille de 1958 à 1962. Mais l’histoire la plus connue d’Erik se déroulant à la Préhistoire est Mégalithe publiée dans Record de 1966 à 1973. Mégalithe est un jeune homme qui chevauche un animal préhistorique à la queue et au cou très longs. Il est l’agent secret du roi Grofofol au royaume de Kranurie. Des personnages secondaires entourent le héros, comme Frinzadisk, un inventeur, Korozif, son adversaire, Mandibul, le chef pirate ou le chef des services secrets adverses, Oulkafar. Erik avait même imaginé une orthographe préhistorique pour « Mégalithe ». 
Ce qui marque surtout, outre le cadre historique choisi, est l’amour d’Erik pour les machines. Sa femme disait en 1977 qu’il « donnait de l’importance à ses machines, car il était très bricoleur, habile de ses mains, et s’il n’avait pu faire dessinateur, il aurait adoré la chirurgie »[réf. nécessaire]. Ce qui a donc marqué beaucoup de lecteurs chez Erik est son goût pour les machines. Il avait déjà commencé à en imaginer dans Jeudi Matin en 1949 avec Bricolo, dans Tribacil contre Klorax ou même dans des publicités qu’il réalise. Mais son goût se révèle surtout dans Mégalithe. Il décrit ses machines complexes et folles avec minutie, ce qui fait l’originalité de son œuvre.
Ensuite, Erik est aussi passionné par le Moyen Âge. Le premier personnage est Trancheroc dont les aventures débutent en 1941 dans le magazine Les Grandes Aventures. Puis il revient en 1948 dans Youmbo puis dans Zorro en 1950 et enfin dans le pocket Bambino en 1958. Ses aventures se déroulent à la lisière du Moyen Âge et de la Renaissance, une Renaissance idéalisée avec des bons et des méchants seigneurs, des ennemis redoutables et de très jolies dames. Trancheroc constitue une parodie des histoires de cape et d’épée. Vient ensuite le personnage de Crochemaille de 1946 à 1949 dans O.K, puis dans Fripounet en 1968. Il s’agit ici aussi d’un Moyen Âge idéalisé où plane une atmosphère de magie. Crochemaille est un petit homme hyperactif, suivi par Brisemur, son compagnon. Enfin, son attirance pour le Moyen Âge se retrouve dans Tartol de la Clanche publié de 1949 à 1954 dans Coq hardi, puis réédité dans Nano et Nanette en 1963 et 1964. Là aussi, il s’agit d’un petit héros rusé qui combat son ennemi, Messire de la Ganache. Il est accompagné de son écuyer, Flutio.

### Des personnages multiples et archétypaux
Erik a créé un nombre très important de personnages, mais beaucoup possèdent des similarités et dessinent des archétypes. 
Dans un premier temps, il s’agit du détective. Dans Nique et Prune, publié de 1953 à 1961 dans Lisette, il s’agit de la détective Véronique, qu'accompagne sa pie Prune. Le personnage le plus emblématique est ensuite Pat Rac, un reporter-détective dont les aventures sont publiées de 1952 à 1967 dans Cœurs Vaillants puis dans Fripounet et Marisette. Accompagné par l’inspecteur Bouffarde, Pat Rac mène ses enquêtes. Le personnage de Finette est aussi important dans la production d’Erik. Finette a été publiée dans Âmes vaillantes en 1957 et qui est conclue en 1969 dans J2 Magazine. Il s’agit d’une jeune fille vivant toujours chez ses parents lors de ses premières aventures et qui mène des enquêtes, en compagnie du détective Léo Nidas, le comte de la Tour de Pierre, Epigastre, Ranpan le chien détective ou Picablo le commissaire rondouillard. Mégalithe pourrait aussi s’apparenter à cette catégorie, puisqu’il est un agent secret.
Ensuite, le personnage du savant, plus ou moins fou, est très présent. Cela lui permet aussi d’élaborer à nouveau les machines qu’il apprécie tant et qui sont la marque de ses œuvres. C’est le cas dans Tribacil contre Klorax publié de 1946 à 1950 dans Coq hardi puis réédité en partie dans Nano et Nanette. Tribacil est un vieux savant aux inventions farfelues et géniales. Accompagné de son serviteur Bisulfite, ils voyagent dans le temps et l’espace et luttent contre le docteur Klorax qui veut détourner les découvertes de Tribacil. Plusieurs fois, Erik revient sur ce thème du savant ingénieux et un peu fou, notamment dans Docteur Fulminate et Professeur Vorax dans Le Téméraire en 1944, Professeur Kanif contre Docteur Krapotus dans Pierrot ou encore Triphenol contre Docteur Klorax dans Formule 1 en 1973. Il y a aussi L’expédition du professeur Gromulus publié dans L’Intrépide de 1955 à 1957 et dans le pocket Dicky le Fantastic en 1957 et 1958. Gromulus est un savant sympathique, rondouillard, qui se passionne pour les fonds marins et voyage à bord du navire du capitaine Barbasec. Le personnage du savant, sans être le protagoniste principal de certaines des œuvres d’Erik, est cependant souvent présent en tant que personnages secondaires. C’est le cas pour Mégalithe avec Frinzadisk, l’inventeur génial, ou dans Ura en 1969, une jeune femme qui est entourée de savants. Cette série de science-fiction permet aussi à Erik de développer à nouveau son amour pour les machines.

## Une production aux multiples formes adressée à un public large
Les supports et les formats utilisés par Erik sont divers, ne se limitant pas au simple format album pour sa production. De plus, la bande dessinée n’est pas sa seule production, il s’investit également dans d’autres milieux. Même si ces œuvres s’adressent à un public large, elles restent avant tout destinées à un public enfantin avec différents personnages. 

### Supports et formats narratifs
Erik est très présent sur le marché de la publicité notamment après la Seconde Guerre mondiale, il mène en effet plusieurs campagnes d’illustrations pour plusieurs marques : la margarine Astra en 1953, les pâtes Milliat Frères en 1957 et 1958, les stylos et gommes Mallat, les peintures Ripolin ou Valentine, les confitures Vitrac, l’eau Évian, la lessive Omo, le cirage Lion Noir, les éponges Spontex, les produits pour jardins et plantes Algoflash, le café en poudre Nescafé, le ruban adhésif Rubafix ou le chocolat Menier pour lequel il a fait deux albums entre 1954 et 1955 avec des vignettes à coller sur le thème des Fables de la Fontaine. De plus, une partie des publicités publiées est destinée à des scouts ou parait dans des périodiques pour les enfants, comme Cœurs vaillants, Bayard et surtout Tintin. Des pages publicitaires connaissent même des héros récurrents comme pour les biscuits, gâteaux secs et pains d’épices Grignotin, les personnages de Clic et Clac pour Kodak en 1959 et 1960 ou encore pour les pâtes Millat Frères avec vingt-cinq fascicules avec le personnage du Chevalier Raviolitos entre 1957 et 1963. 
Il est aussi présent dans les magazines espagnols où il contribue à la rédaction de Proa et Hispano Americana de Ediciones.
Erik produit également un certain nombre de séries comme Les Aventures de Jean et ses amis publié dans Cœurs vaillants, qui devient une bande animalière de 1951 à 1956, des petites nouvelles très courtes humoristiques et critiques parfois comme Le sac à malice, il est également à l’origine d’histoires courtes à suivre comme celle de Les Vont de l’avant qui relate l’histoire d’un groupe d’enfants qui construisent une cabane et tentent de l’aménager mais chacun y ramène ce qu’il aime, ce qui provoque des disputes. 
Également de courtes aventures à suivre en l’occurrence de onze planches, intitulée Vacances en l’an 2000, qui raconte l’histoire d’une jeune fille nommée Étamine, ou encore Les Bonnes Idées de Mutine qui s’étendent sur les quatre dernières pages. Pour produire ses œuvres, Erik a recours à plusieurs types de supports comme l’album bande dessinée avec par exemple Finette ou encore Pat Rac. Erik utilise également le support presse où il publie des bandes dessinées, c’est notamment le cas lorsqu’il publie dans Cœurs Vaillants, chez les éditions Fleurus, Cœurs Vaillants étant un magazine hebdomadaire.

### Une production destinée à un public large, bien que plutôt enfantin
La production d’Erik vise un large public. En effet, lorsque ce dernier illustre des campagnes publicitaires, le public visé n’est pas seulement enfantin, il concerne aussi bien un public enfantin qu’adulte. D’autant que les marques pour lesquelles il a œuvré sont très variées. Ainsi, il peut toucher des écoliers pour sa publicité sur les gommes et stylos Mallat, mais peut également toucher un public adulte et très large avec les pubs pour la lessive Omo, les produits pour le jardin ou encore pour le café. Cependant, sa production, ses personnages et surtout ses machines marquent surtout un public enfantin aussi bien les filles que les garçons, avide de découvrir ce qu’Erik avait encore pu imaginer. L’intégrale de la saga est en cours de réédition en albums au Coffre à BD depuis décembre 2013 pour Finette, mais aussi Pat Rac, Martin Gale, Fulminate. Certains des épisodes complets d’une dizaine de pages de Mégalithe ont été réédités dans le mensuel Nestor et son ami David Michel en 1975, ou encore en supplément de Hop ! en 1996. Son intégralité est disponible en cinq volumes édités par Le Taupinambour depuis septembre 2013. 
On ne lui connaît aucun équivalent graphique ni aucun suiveur, à part l’influence qu’il a exercé sur les premières bandes de Martial. La plupart de ces machines ont été reprises dans l’album « les machines infernales d’Erik » édité par Horus en 1980. À son époque, les interviews de dessinateurs de BD sont rares et Erik n’a jamais eu l’honneur d’être mis en avant par les fanzines. Erik a créé un nombre incroyable de personnages et d’aventures, mais il est aujourd’hui méconnu du grand public. Les productions récentes tentent de faire revivre ses créations, de les mettre en lumière, afin que les lecteurs découvrent ou redécouvrent les bandes dessinées d’Erik. 

## Albums

### Crochemaille
- Crochemaille (tome 1), Grenoble, Glénat, 2006.
- Crochemaille (tome 2), Paris, Regards, 2011.

### Finette
- Le Trésor Perdu, Paris, Fleurus, 1954.
- Le Coup d’État de Volubilie, Paris, Fleurus, 1955.
- Le Mystère du Planétar Circus, Paris, Fleurus, 1955.

### Mégalithe
- Mégalithe, Aurillac, Hop !, 1997.
- Intégrale de Mégalithe (tomes 1-5), Soissons, éditions Taupinambour, 2013.

### Pat’Rac
- Expérience 2A, Paris, Fleurus, 1959.
- Pat’Rac reporter, Paris, Horus, 1980.

#### Ouvrages relatifs à la bande dessinée
- Patrick Gaumer et Claude Moliterni, Dictionnaire mondial de la bande dessinée, Paris, Larousse, 1997, 768 p..
- BERA Michel, Trésors de la bande dessinée : BDM : catalogue encyclopédique, Paris, Éditions de l’Amateur, 2014, 1183p.
- Hop !, no 23, 1er mars 1980, p16.
- Hop !, no 12/13, entretien avec l’épouse d’Erik, 1er juin 1977, p. 12-13.

#### Webographie
- BDZoom en ligne. Ratier Gilles, 2014 [consulté le 15 février 2017]. Erik le prolifique ! (Première partie).
- BDZoom en ligne. Ratier Gilles, 2014 [consulté le 19 février 2017]. Erik le prolifique ! (Deuxième partie).

#### Article
- Gilles Ragache, « Un illustré sous l’occupation : le téméraire », Revue d’histoire moderne et contemporaine, 2000/4 (no 47-4).